# Karl Kögler
Karl Kögler (* 17. März 1918 in Neunkirchen; † 24. Mai 2001 in Kremsmünster) war ein österreichischer Komponist und Lehrer.

## Leben
Karl Kögler besuchte in den Jahren von 1932 bis 1937 die Lehrerbildungsanstalt Wiener Neustadt. Danach studierte er bis zum Jahr 1940 Komposition bei Otto Besch in Königsberg und von 1941 bis 1942 an der Universität der Künste Berlin Komposition bei Hermann Grabner. Nach seiner Rückkehr aus englischer Kriegsgefangenschaft setzte er ab dem Jahr 1946 sein Kompositionsstudium an der Universität für Musik und darstellende Kunst Wien bei Friedrich Wildgans sowie in Linz bei Robert Schollum fort. Zudem hatte er in Kremsmünster eine Stelle als Hauptschullehrer und Musikerzieher inne und war Chorleiter und Dirigent. Im Jahr 1973 wurde ihm ebenda die Stelle des Hauptschuldirektors übertragen, welche er bis zum Jahr 1980 innehatte.

„Grundsätzlich bin ich keinem »Ismus« verhaftet. Traditionelle Kompositionstechniken werden nicht a priori ausgeschlossen, neue Techniken werden, falls sie dem persönlichen Bedürfnis entsprechen, meinem Stil angepaßt und integriert. Tragende Grundlage meiner Kompositionen ist die Dodekaphonie. Polyphone Satzweise wird bevorzugt. Sinn und Zweck des Musikstückes sind bestimmend für die Auswahl der Form und der Kompositionstechniken.“

Karl Kögler erlag 83-jährig zu Hause völlig überraschend einem Herzinfarkt.

## Auszeichnungen
- 1954: Kompositionspreis der Stadt Linz[2][3]
- 1978: Verleihung des Professorentitels[2][3]
- 1988: Landeskulturpreis der Oberösterreichischen Landesregierung[2][3]
- 1998: Verleihung des Ehrenringes der Marktgemeinde Kremsmünster[4]

## Werke (Auswahl)

### Ensemblemusik
- Streichtrio – für Violine, Viola und Violoncello (1955)[5]
- Trio für Violine, Violoncello und Klavier – UA: 26. Oktober 1981 Brucknerhaus Linz (1978)[5]
- Dialog für Violoncello und Bratsche – UA: 15. September 1984 Verona (1984)[5]
- Triaca musicale für Violine, Klarinette und Klavier – UA: 31. Mai 1991 Steyr (1986)[5]
- Land der dunklen Wälder – Erinnerungen an Ostpreußen (1995)[5]

### Solomusik
- Suite für Violoncello – UA: 20. März 1982 Savignano (1982)[5]
- Sonate für Violine in modo classico – UA: 1985 Zagreb (1985)[5]

### Orchestermusik
- Konzert für Streichorchester und Pauken – UA: 17. Dezember 1954 Linz (1954)[5]
- Kaleidophonie für Orchester – UA: 15. Oktober 1971 Großes Festspielhaus Salzburg (1955)[5]
- Dem kommenden Menschen – Hymnus für Soli, Chor und Orchester nach Texten von Josef Weinheber, UA: 15. Februar 1962 Linz (1961)[5]
- Tres portae Cremifanenses – UA: 22. Mai 1997 Stift Kremsmünster (1974)[5]
- Konzert für Cembalo und Kammerorchester – UA: 19. März 1983 Linz (1983)[5]
- Concertino für Solovioline, Solovioloncello und Streichorchester – UA: 10. November 1987 Wien (1987)[5]
- Kohlhaas – Oper in zehn Bildern, UA: 12. März 1989 Landestheater Linz (1989)[5]
- Die Dame mit dem roten Handschuh – Ballet d’action in fünf Bildern (1990)[5]
- Beschwörung – Suite Nr. 1 aus dem Ballett „Die Dame mit dem roten Handschuh“ (1992)[5]
- Hexensabbat – Suite Nr. 2 aus dem Ballett „Die Dame mit dem roten Handschuh“ (1992)[5]
- Liebe und Tod – Suite Nr. 3 aus dem Ballett „Die Dame mit dem roten Handschuh“ (1992)[5]
- Lied im Dunkel – Symphonische Klage über die Tragödie am Balkan (1994)[5]
- Orgia – Oper in fünf Bildern (1995)[5]